# Muirancourt
Muirancourt és un municipi francès, situat al departament de l'Oise i a la regió dels Alts de França. L'any 2007 tenia 549 habitants.

## Demografia

### Població
El 2007 la població de fet de Muirancourt era de 549 persones. Hi havia 194 famílies de les quals 32 eren unipersonals (20 homes vivint sols i 12 dones vivint soles), 65 parelles sense fills, 77 parelles amb fills i 20 famílies monoparentals amb fills.
La població ha evolucionat segons el següent gràfic:
Habitants censats

### Habitatges
El 2007 hi havia 208 habitatges, 192 eren l'habitatge principal de la família, 10 eren segones residències i 6 estaven desocupats. 194 eren cases i 13 eren apartaments. Dels 192 habitatges principals, 129 estaven ocupats pels seus propietaris, 59 estaven llogats i ocupats pels llogaters i 4 estaven cedits a títol gratuït; 5 tenien dues cambres, 25 en tenien tres, 68 en tenien quatre i 93 en tenien cinc o més. 157 habitatges disposaven pel capbaix d'una plaça de pàrquing. A 92 habitatges hi havia un automòbil i a 79 n'hi havia dos o més.

### Piràmide de població
La piràmide de població per edats i sexe el 2009 era:
| Homes | Edats   | Dones |
| ----- | ------- | ----- |
| 0     | 95 o +  | 0     |
| 0     | 90 a 94 | 0     |
| 0     | 85 a 89 | 0     |
| 0     | 80 a 84 | 0     |
| 4     | 75 a 79 | 0     |
| 16    | 70 a 74 | 24    |
| 8     | 65 a 69 | 0     |
| 12    | 60 a 64 | 20    |
| 8     | 55 a 59 | 0     |
| 4     | 50 a 54 | 8     |
| 28    | 45 a 49 | 20    |
| 32    | 40 a 44 | 16    |
| 12    | 35 a 39 | 24    |
| 32    | 30 a 34 | 20    |
| 8     | 25 a 29 | 20    |
| 12    | 20 a 24 | 8     |
| 24    | 15 a 19 | 16    |
| 20    | 10 a 14 | 16    |
| 28    | 5 a 9   | 32    |
| 16    | 0 a 4   | 8     |

## Economia
El 2007 la població en edat de treballar era de 346 persones, 246 eren actives i 100 eren inactives. De les 246 persones actives 224 estaven ocupades (149 homes i 75 dones) i 22 estaven aturades (10 homes i 12 dones). De les 100 persones inactives 18 estaven jubilades, 25 estaven estudiant i 57 estaven classificades com a «altres inactius».

### Ingressos
El 2009 a Muirancourt hi havia 197 unitats fiscals que integraven 555,5 persones, la mediana anual d'ingressos fiscals per persona era de 16.401 €.

### Activitats econòmiques
Dels 9 establiments que hi havia el 2007, 5 eren d'empreses de construcció, 1 d'una empresa de comerç i reparació d'automòbils, 1 d'una empresa de transport, 1 d'una empresa d'hostatgeria i restauració i 1 d'una empresa de serveis.
Dels 4 establiments de servei als particulars que hi havia el 2009, 2 eren paletes, 1 fusteria i 1 lampisteria.

## Equipaments sanitaris i escolars
El 2009 hi havia una escola maternal integrada dins d'un grup escolar amb les comunes properes formant una escola dispersa.

## Poblacions més properes
El següent diagrama mostra les poblacions més properes.